# Kutyły
Kutyły – wieś w Polsce, w województwie podkarpackim, w powiecie niżańskim, w gminie Jarocin. Do 31 grudnia 2015 przysiółek wsi Katy.
W latach 1975–1998 miejscowość administracyjnie należała do województwa tarnobrzeskiego.
Obok miejscowości przepływa Gilówka, niewielka rzeka dorzecza Sanu, dopływ Bukowej.

## Historia
Wydaje się, że nazwa wioski Kutyły jest pochodzenia geograficznego tzn. wywodzi się od położenia tej osady; w tyle, z tyłu, ku tyłowi co by znaczyło na końcu kraju, posiadłości. Pierwsza pisana informacja o wiosce Kutyły znajduje się w artykule Bronisława Cmela pt.: „Pysznica - wieś ongiś królewska” (założona w 1558 roku). Po pierwszym rozbiorze Polski, tereny tej osady jako królewszczyzna, przeszły na własność funduszu religijnego. Następnie rząd cesarski w Wiedniu po parcelacji królewszczyzny, na licytacji wysprzedał ziemię ludziom związanym z dworem Wiedeńskim. Zaś w roku 1860 dobra te nabył na licytacji Jan Wiesiołowski za 53,491 zł.reńskich. W lipcu 1943 r. Kutyły zostały spacyfikowane. Niemcy i Ukraińcy oszczędzili tylko 3 zabudowania.
Mieszkańcy wioski w czasach socjalistycznej Polski, byli zaliczani do tzw. chłopo-robotników. By jako tako przeżyć, pracując ciężko na małych gospodarstwach od 2 do 8 ha, musieli dorabiać w przemyśle (głównie w Hucie Stalowa Wola).